# Carlo Senni
Carlo Senni (* 20. April 1879 in Rom; † 10. März 1946 ebenda) war ein Diplomat und Politiker im Königreich Italien, der unter anderem zwischen 1927 und 1930 Gesandter in Norwegen und von 1939 bis 1943 Mitglied des Senats (Senato del Regno) war.

## Leben
Carlo Senni, ein Sohn von Vincenzo Senni und dessen Ehefrau Carlotta Datti, absolvierte ein Studium der Rechtswissenschaften an der Universität La Sapienza in Rom, das er mit einem Laurea in giurisprudenza beendete. Nach einer Ausbildung zum Reserveoffizier war er zuletzt Leutnant der Reserve (Sottotenente di complemento). Er trat in den diplomatischen Dienst des Außenministeriums (Ministero degli affari esteri) und fand in den folgenden Jahren zahlreiche Verwendungen. Für seine Verdienste wurde er am 23. Juni 1910 zunächst Ritter des Ordens der Krone von Italien, am 29. Dezember 1912 auch Ritter des Ordens der Heiligen Mauritius und Lazarus, am 23. Dezember 1915 Offizier des Ordens der Krone von Italien sowie am 20. Juni 1920 des Ordens der Heiligen Mauritius und Lazarus. Am 7. August 1920 wurde er Nachfolger von Achille Porta kommissarischer Kommandeur der „Dodekanes-Kolonie“ der italienischen Ägäis-Inseln, die von Italien im Krieg gegen die Türkei (29. September 1911 bis 18. Oktober 1912) besetzt wurden. Im Londoner Vertrag von 1915 sicherte die Tripelentente Italien den Dodekanes zu, während im Friedensvertrag von Lausanne (24. Juli 1923) er schließlich tatsächlich an Italien fiel. Bereits am 17. September 1920 übernahm Felice Maiassa den Posten als Kommandeur der Dodekanes-Kolonie.
Senni, der am 27. Dezember 1923 Kommandeur des Ordens der Krone von Italien wurde, erhielt am 9. Juli 1926 den Rang eines Gesandten Zweiter Klasse (Inviato straordinario e Ministro plenipotenziario di II classe). Daraufhin übernahm er am 6. Februar 1927 von Alessandro Compans Di Brichanteau Challant den Posten als außerordentlicher Gesandter und bevollmächtigter Minister im Königreich Norwegen und hatte diesen bis zum 25. Mai 1930 inne, woraufhin Alberto De Marsanich seine Nachfolge antrat. Er wurde am 1. Juni 1930 auch Kommandeur des Ordens der Heiligen Mauritius und Lazarus und erhielt am 23. April 1931 den Rang eines Gesandten Erster Klasse (Inviato straordinario e Ministro plenipotenziario di I classe). Darüber hinaus wurde er am 25. Dezember 1931 Großoffizier des Ordens der Krone von Italien sowie am 8. Oktober 1932 als Capo dell’Ufficio cerimoniale Leiter der Protokollabteilung des Außenministeriums. Für seine darauf folgenden Verdienste wurde er am 5. Februar 1934 erst Großoffizier des Ordens der Heiligen Mauritius und Lazarus sowie am 27. Dezember 1934 auch Großoffizier des Kolonial-Ordens vom Stern von Italien. Er nahm vom 11. bis 14. April 1935 in Stresa am Lago Maggiore an der Konferenz der sogenannten „Stresa-Front“ teil, ein Zusammenschluss der drei Mächte Großbritannien, Frankreich und Italien. Die Konferenz war die letzte gemeinsame größere diplomatische Aktion der ehemaligen Weltkriegsverbündeten gegen die revisionistische und expansionistische Außenpolitik des nationalsozialistischen Deutschlands.
Am 3. März 1936 erhielt er den Rang eines Botschafters (Ambasciatore). Zudem wurde ihm am 9. Juli 1936 das Großkreuz des Ordens der Krone von Italien sowie am 24. September 1936 auch das Großkreuz des Ordens der Heiligen Mauritius und Lazarus verliehen. Am 24. April 1939 wurde er zum Mitglied des Senats (Senato del Regno) ernannt und gehörte diesem vom 20. Mai 1939 bis zum 5. August 1943 an. Während seiner Senatszugehörigkeit war er zwischen dem 27. Mai 1939 und dem 5. August 1943 Mitglied des Ausschusses für auswärtige Angelegenheiten, Handels- und Zollrecht (Commissione degli affari esteri, degli scambi commerciali e della legislazione doganale) sowie ferner vom 15. April 1942 bis zum 5. August 1943 auch Mitglied des Ausschusses für die Angelegenheiten von Italienisch-Afrika (Commissione degli affari dell’Africa italiana).
Unter der Regierung Badoglio wurde Senni am 7. August 1944 vom Obersten Gerichtshof für Sanktionen gegen den Faschismus ACGSF (Alta Corte di Giustizia per le Sanzioni contro il Fascismo) angeklagt. Der Gerichtshof warf ihm vor, den Faschismus aufrechterhalten und den Krieg sowohl bei den Abstimmungen im Senat als auch mit individuellen Handlungen, einschließlich der Verbreitung von Propaganda innerhalb und außerhalb des Senats, unterstützt zu haben. Durch Beschluss vom 16. November 1944 verlor er seinen Sitz im Senat. Aus seiner später annullierten Ehe mit Yvonne Edwards ging der Sohn Livio hervor.